# アリシア・サルデニャ
アリシア・サルデニャ（Alicia Saldenha）は、トリニダード・トバゴのジャズ、ソウルシンガー、女優、ダンサー。

## 経歴
トリニダード・トバゴで生まれ育った。
来日後の2002年に三重大学で音楽教育と声楽の修士を修得した。その後は神戸大学へと入学し、現在は卒業している。
現在は関西地方を拠点に活動を行っている。

## ディスコグラフィ

### 参加作品
- indigo jam unit feat.Alicia Saldenha "ROSE"(2011)